# William Samuel Henson
William Samuel Henson (3. května 1812 – 1888) byl předwrightovský letecký inženýr a vynálezce. Narodil se 3. května 1812 (některé zdroje nepřesně uvádějí 1805) v Nottinghamu v Anglii. Byl zainteresován v Chardském průmyslu s krajkami, ve kterém se tou dobou zvyšovala mechanizace výroby, a obdržel patent na vylepšené stroje v tomto oboru. Nejznámější je však jako raný aviatický průkopník, ačkoliv si nechal patentovat i mnoho jiných vynálezů.

## Galerie
Hensonův vzdušný parní kočár:

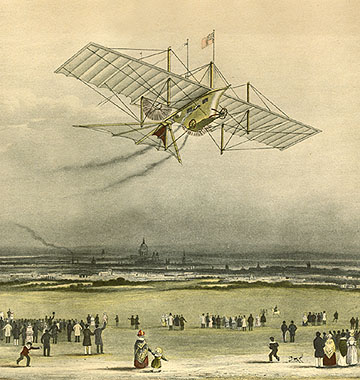
Fiktivní reklamní zobrazení z roku 1843
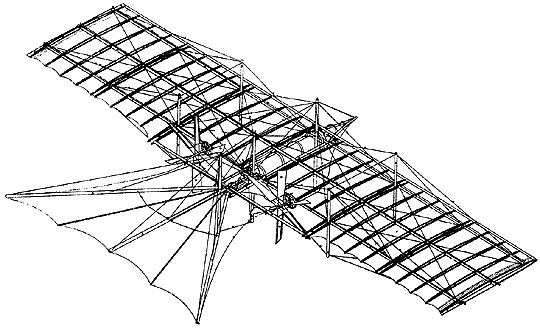
Patentová kresba